# 东方朔 (能剧)
《东方朔》（日语：／ Tōhō Saku）是日本的一出能剧剧目，作者为金春禅凤。该剧属于一番目物異神物，共两场。现今上演流派有观世流、金春流。

## 剧情

### 前段
汉武帝的一个侍臣（解说人）交代马上要在承华殿举行七夕星祭。汉武帝在众臣簇拥下登场，此时一老翁和一年轻男子出场，说：“青鸟在宫殿上空盘旋，这是西王母到来的信号”，应汉武帝的要求，老翁讲述了西王母与蟠桃的事，并自称东方朔，然后悄然隐去。

### 后段
东方朔与西王母登场，向汉武帝献上蟠桃，并祝福其长寿，翩然起舞后返回天界。